# Schoenus hexandrus
Schoenus hexandrus là loài thực vật có hoa trong họ Cói. Loài này được F.Muell. & Tate miêu tả khoa học đầu tiên năm 1896.